# Quercus imbricaria
Espèce
Quercus imbricaria, le Chêne à lattes ou Chêne à bardeaux est une espèce d'arbres du sous-genre Quercus et de la section Lobatae.

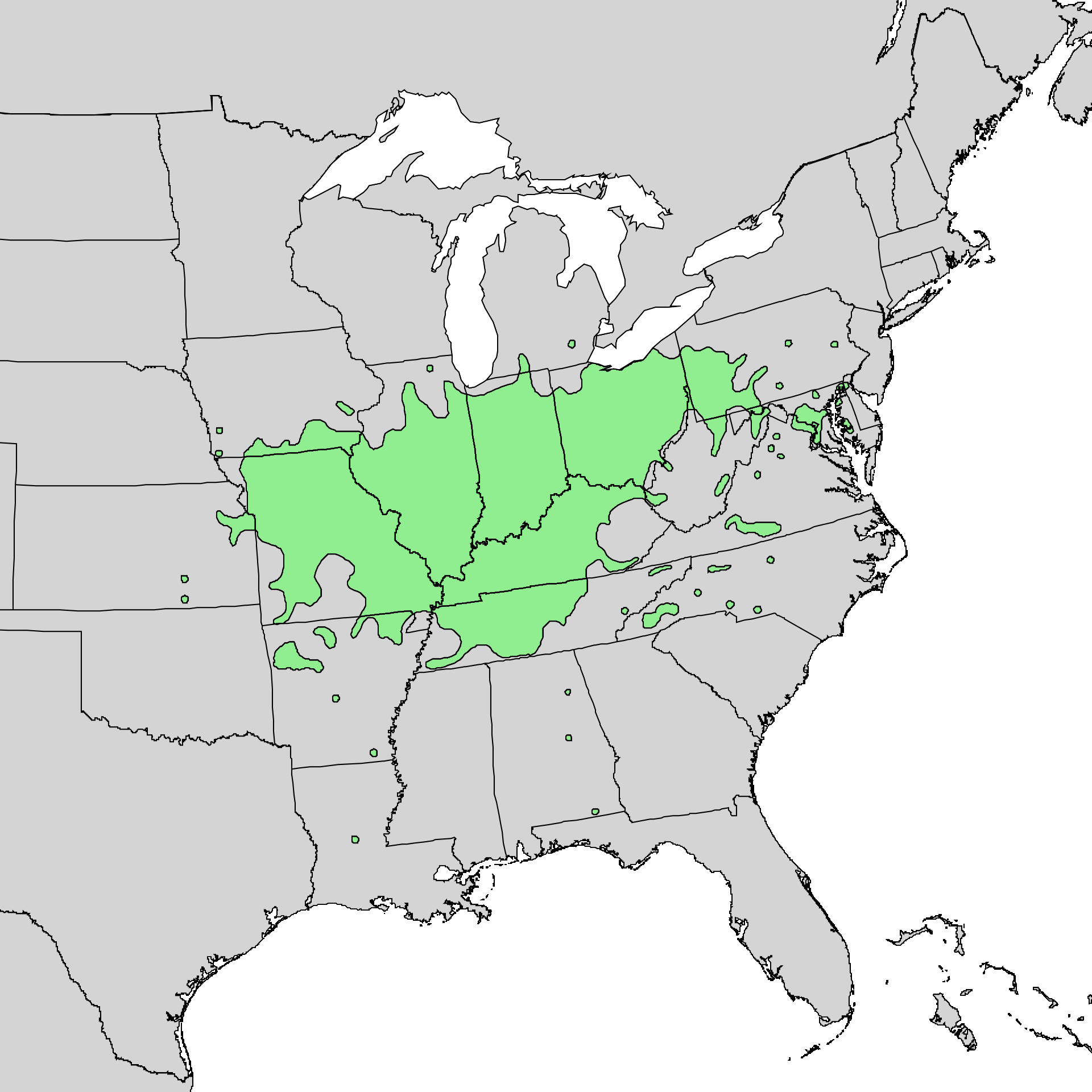
Aire de répartition

## Utilisation
Des bardeaux en bois sont fabriqués à partir de son bois.

## Répartition
Est de l'Amérique du Nord (de la Pennsylvanie à la Caroline du Nord et à l'Iowa et au Michigan).
Introduit en Europe par John Fraser en 1786.